# Maxim Tri-Car Manufacturing Company
Maxim Tri-Car Manufacturing Company, vorher G. H. Bushnell Press Company, war ein US-amerikanischer Hersteller von Automobilen.

## Unternehmensgeschichte
Herr Bushnell, der Franzose Maxim Karminski und der Deutsche George Peters gründeten 1911 die G. H. Bushnell Press Company. Der Sitz war zunächst in Thompsonville in Connecticut. Sie begannen mit der Produktion von Automobilen. Der Markenname lautete Maxim Tri-Car. Pläne beliefen sich auf 10.000 Fahrzeuge jährlich.
Im Juli 1913 stieg Bushnell aus. Das Unternehmen wurde in Maxim Tri-Car Manufacturing Company umbenannt und der Sitz nach Port Jefferson im US-Staat New York verlegt. Im dortigen Werk war vorher die Only Motor Car Company tätig. 1914 endete die Produktion. Das Unternehmen ging in den Bankrott.

## Fahrzeuge
Das einzige Modell war ein Dreirad mit vorderem Einzelrad. Es ähnelte dem deutschen Phänomobil. Der Motor war oberhalb des Vorderrades montiert und trieb dieses über eine Kette an. Der Prototyp hatte einen Einzylindermotor. In der Serienausführung kam ein Zweizylindermotor mit 8 PS Leistung zum Einsatz.
Das Fahrgestell hatte 244 cm Radstand. Die vordere Sitzbank bot Platz für zwei Personen. Danach befand sich je nach Ausführung ein Kasten für Ladung oder eine zweite Sitzbank für zwei weitere Personen. Der Neupreis betrug 395 US-Dollar.